# Terezjanowo II
Terezjanowo II – dawny majątek. Tereny, na których leżał, znajdują się obecnie na Białorusi, w obwodzie witebskim, w rejonie szarkowszczyńskim, w sielsowiecie Jody.

## Historia
W czasach zaborów folwark w powiecie dzisieńskim, w guberni wileńskiej Imperium Rosyjskiego.
W latach 1921–1945 majątek leżał w Polsce, w województwie wileńskim, w powiecie dziśnieńskim (od 1926 w powiecie brasławskim), w gminie Jody.
Powszechnego Spisu Ludności z 1921 roku podał łączne dane dla majątków Terezjanowo I i II. Zamieszkiwały tu 42 osoby, 34 było wyznania rzymskokatolickiego, 8 prawosławnego. Jednocześnie 33 mieszkańców zadeklarowało polską a 9 białoruską przynależność narodową. Było tu 6 budynków mieszkalnych. W 1931 w majątek Terezjanowo II w 3 domach zamieszkiwało 20 osób.
Wierni należeli do parafii rzymskokatolickiej w Szarkowszczyźnie i prawosławnej w Jodach. Miejscowość podlegała pod Sąd Grodzki w Brasławiu i Okręgowy w Wilnie; właściwy urząd pocztowy mieścił się w Jodach.